# 紀元前5年
紀元前5年（きげんぜん5ねん）。天文学的紀年法では西暦-4年であり、平年と推定されている。その理由は、ユリウス暦制定直後の混乱により、紀元前6年から紀元後7年まで13年間にわたって、3回分（紀元前5年、紀元前1年、紀元4年）の閏年を停止したためである（ユリウス暦#運用）。

## 他の紀年法
- 天文学的紀年法：西暦-4年
- 干支 : 丙辰
- 日本
  - 垂仁天皇25年
  - 皇紀656年
- 中国
  - 前漢 : 太初元将元年 : 建平2年
- 朝鮮
  - 高句麗 : 瑠璃明王15年
  - 新羅 : 赫居世53年
  - 百済 : 温祚王14年
  - 檀紀2329年
- 仏滅紀元 : 539年
- ユダヤ暦 : 3756年 - 3757年

## できごと

### ユダヤ
- イエス・キリストがこの頃に生まれたとされ、9月29日と推定されている[1]。

### 中国（前漢）
- 哀帝、建平2年、傅喜を罷免し、丁明を大司馬とする[2]。

## 誕生
- 1月13日 - 光武帝、後漢の初代皇帝（+ 57年）
- 洗礼者ヨハネ（30年没）とイエス・キリストがこの頃に生まれたとされている。